# 学校法人浅井学園
学校法人浅井学園（がっこうほうじんあざいがくえん）は、北海道の学校法人で、北海道江別市に拠点を置き、幼稚園・専門学校を運営。
2019年までの法人名は学校法人北海道浅井学園。また、茨城県の学校法人浅井学園とは別法人。

## 概要
北海道ドレスメーカー女学院を運営するため1951年に設立された準学校法人浅井学園（現学校法人北翔大学）とは別に、幼稚園を運営するために学校法人北海道浅井学園を1971年に設立。2019年より学校法人名を変更し、学校法人浅井学園となる。

## 沿革
- 1971年11月 - 学校法人北海道浅井学園創立。
- 1972年4月 - 大麻幼稚園（現・認定こども園大麻まんまるこども園）開園。旭川調理師専門学校開校。
- 1974年4月 - 第2大麻幼稚園（現・認定こども園第2大麻こども園）開園。
- 2011年4月 - サンサンキッズ開所。
- 2019年4月 - 第2サンサンキッズ開所。北海道ドレスメーカー学院の学校長を理事長が長きに務めていた関係もあり、現法人名に変更になるのを機に北海道ドレスメーカー学院を本法人へ移管。法人名を浅井学園に変更[3]。

## 創立関係者
- 浅井淑子 (教育者)

## 歴代理事長
- 浅井猛：初代、1971年～1991年
- 浅井幹夫：2代目、1991年～2005年
- 小林寛：3代目、2006年～2008年
- 浅井洋子：4代目、2008年～

## 設置校
- 大麻幼稚園（現・大麻まんまるこども園）
- 学童保育所サンサンキッズ
- 大麻第二幼稚園（現・第2大麻こども園）
- 学童保育所第2サンサンキッズ
- 旭川調理師専門学校

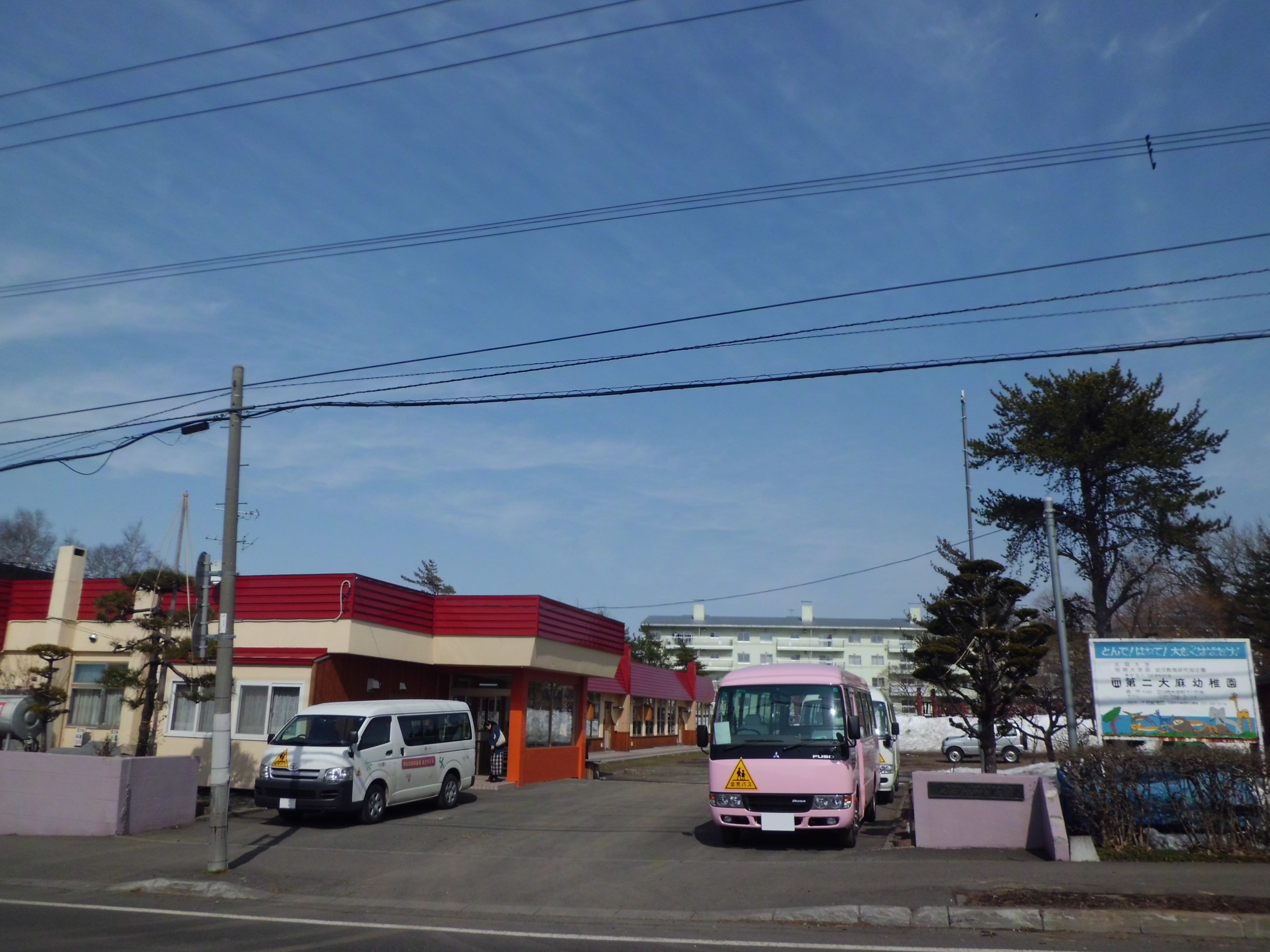
第2大麻幼稚園

- 札幌ファッションデザイン専門学校DOREME

## 本部所在地
- 江別市大麻西町15番地（1971年～2018年）
- 江別市大麻宮町8番地（2018年～）